# فرانك بوسطن
فرانك بوسطن هو سياسي أمريكي، ولد في 5 ديسمبر 1938 في بالتيمور في الولايات المتحدة، وتوفي في 10 مايو 2011. نشط حزبياً في الحزب الديمقراطي. وقد انتخب عضو مجلس النواب لولاية ماريلند ‏.